# Niels Viggo Ussing
Niels Viggo Ussing, född 14 juli 1864 i Köpenhamn, död 23 juli 1911, var en dansk geolog och mineralog, son till Johan Louis Ussing.
Niels Viggo Ussing blev polyteknisk kandidat 1886, studerade 1887-88 mineralogi och petrografi i utlandet, hos Waldemar Christopher Brøgger (då vid Stockholms högskola), Paul Heinrich von Groth i München och Harry Rosenbusch i Heidelberg. År 1890 blev han docent i mineralogi och geologi och 1895 professor i mineralogi vid Köpenhamns universitet och Den Polytekniske Læreanstalt.
Ussing verkade huvudsakligen inom det mineralogiska och petrografiska, området och ägnade sig särskilt åt forskning rörande södra Grönlands, trakten kring Ivittuut och Qaqortoq, geologiska förhållanden. Hans huvudarbete på detta område, Geology of the Country around Julianehaab, Greenland (i "Meddelelser om Grønland", vol. XXXVIII, 1911), som blev färdigtryckt först efter hans död, innehåller viktiga bidrag till lösningen av omtvistade frågor angående eruptivernas natur och deras uppträngande i jordskorpan. 
Även inom glacialgeologin arbetade han med framgång. I Om Jyllands Hedesletter og Teorierna for deres Dannelse (i "Videnskabernas Selskabs Oversigt", 1903) förklarade han hedslätterna vara bildade av sand, utsköljd omedelbart utanför inlandsisens kant, då den under det yngre baltiska stadiet nådde sin största utsträckning; han kunde då påvisa, att inlandsisen lämnat kvar en över Jylland sammanhängande serie av moränbildningar och angav gränsens förlopp i de övriga delarna av det nedisade området, varigenom han bragte klarhet i våra föreställningar om den yngre baltiska isströmmen och dess utbredning. 
Danmarks geologiska förhållanden skildrade han i en mästerlig kort framställning, Danmarks Geologi i almenfatteligt Omrids (1899; tredje upplagan utgiven av Poul Harder, 1913). Ussing var ledamot av Det Kongelige Danske Videnskabernes Selskab 1903 och Fysiografiska sällskapet i Lund 1905.